# La revancha
La revancha é uma telenovela venezuelana-americana exibida em 2000 pela Venevisión.
Escrita originalmente por Mariela Romero, a novela é uma nova versão daquela que foi feita e exibida no mesmo canal, em 1989. 
A produção esteve a cargo da Fonovideo, enquanto que a sua distribuição foi feita pela Venevisión Internacional.

## Sinopse
Aristides Ruíz, um homem envolvido em negócios sujos, tem a vida tirada por Rodrigo Arciniegas, fazendo com que a sua propriedade esteja na sua posse. Por causa disso, as duas filhas da vítima, Mariana e Isabela, são separadas por muitos anos.
Esta primeira, que muda o seu nome para Soledad, passa a sua infância e adolescência a ser criada pela sua ama, sendo esta, a sua mãe. Esta transforma-se numa jovem sincera e trabalhadora. Por outro lado, a sua irmã é criada num ambiente luxuoso de muitas regalias, e converte-se numa jovem caprichosa.
No entanto, o destino encarrega-se de fazer com que ambas se encontrem, mas com uma maneira nada favorável, pois elas apaixonam-se pelo mesmo homem, que é filho do assassino que matou o seu pai. Este chama-se Alejandro Arciniegas.

## Elenco
- Danna García - Mariana Ruiz / Soledad Ruiz
- Jorge Reyes - Alejandro Arciniegas
- Jorge Martínez - Rodrigo Arciniegas
- Marcela Pezet - Isabela Ruiz
- Mónica Rubio - Carolina Reyes
- Ninel Conde - Reina Azcárraga
- Maritza Rodríguez - Mercedes Riverol
- Jorge Aravena - Reinaldo Arciniegas
- Elluz Peraza - Emperatriz vda de Azcárraga
- Henry Zakka - Oscar Riverol
- Patricia Álvarez - Dolores "Lola" Cienfuegos
- Alberto Mayagoitia - Leonardo Manrique
- Vicente Tepedino - Jose Luis Hernández
- Raquel Bustos - Rosarito
- Juan Carlos Gutiérrez - Sabas
- Norma Zúñiga - Providencia Santander
- Orlando Casín - Santiago
- Claudia Reyes - Brenda
- Yadira Santana - Bernarda Rondón
- Diana Quijano - Lucia de Arciniegas
- Felix Manrique - Enrrique "Kike" Arciniegas
- Lino Martone - Guillermo Arciniegas
- Olimpia Maldonado - Lupe
- Rosa Felipe - Doña Rosa
- Martha Mijares - Romelia Hernández
- Rosalinda Rodríguez - Tula
- Omar Moynelo - Alvaro Del Rosal
- Juan David Ferrer - Arturo Bustillos
- Yoly Domínguez - Fanny
- Tatiana Capote - Sandra Castillos
- Oscar Piloto - Bruno
- Alfonso Diluca - Daniel Argento
- Steve Roth - Gustavo Guerra
- Evelyn Santos - Daniela Leal